# Гаврилов, Сергей Викторович
Гаврилов Сергей Викторович (род. 24 июня 1975 года в  Волгоградской области) — российский тренер по кикбоксингу.

## Тренерская карьера
- Тренер высшей категории. Главный тренер сборной команды Волгоградской области. Тренер - преподаватель ГКУ ВО  "Спортивной школы олимпийского резерва" [1].

### Тренер сборных команд
- Тренер сборной команды Волгоградской области, с 2005 года по настоящее время.

### Личный тренер
- Жигайлов, Артем Андреевич. Мастер спорта международного класса. Чемпион России 2014, 2015, 2016 годов, победитель первенства Мира 2012 года, Чемпион Европы 2014 года, Чемпион Мира 2015 года, бронзовый призёр Чемпионата Европы 2016 года
- Дегтярёв, Владимир Владимирович. Мастер спорта. Победитель Первенства Мира среди юниоров в разделе К-1, Чемпион России в разделе К-1, Призёр Чемпионата Европы в разделе К-1,  Победитель Кубка России по версии WAKO в разделе К-1.
- Ионов Борис. Победитель Первенства Мира по кикбоксингу 2012 года [2].
- Карпенко Даниил. Победитель Кубка России по кикбоксингу 2018 года в разделе фулл-контакте с лоу-киком в весовой категории до 81 кг [3].
- Данилов Никита. Победитель Кубка России по кикбоксингу 2018 года в разделе фулл-контакте с лоу-киком  в весовой категории свыше 91 кг [3]
- Гаврилов Павел. Серебряный призер Кубка России по кикбоксингу 2018 года в разделе фулл-контакте с лоу-киком в весовой категории до 71 кг.[3]